# Abdullah bin Abdulkadir Munshi
Abdullah bin Abdulkadir Munshi nebo Abdullah bin Abdul Kadir Munshi (12. srpna 1796, Malakka, Malajsie – 1854, Mekka, Saúdská Arábie) byl malajský spisovatel, zakladatel moderní malajské prózy. Spolupracoval s britskými kolonialisty a snažil se o kulturní rozvoj Malajců. Jeho dílo vykazuje zřetelný evropský vliv.